# Pfeifer Ferdinánd
Pfeifer Ferdinánd Mihály József (Pest, 1833. március 19. – Budapest, 1879. november 27.) magyar könyvkiadó, könyvkereskedő, Magyar Könyvkereskedők Egylete első elnöke.

## Családja
Pfeifer Ferdinánd római katolikus polgári családban született. Édesapja id. Pfeifer Ferdinánd (1803–1849), pesti polgár, pékmester, édesanyja Neubauer Magdolna (1807–1868) volt. Idősebb Pfeifer Ferdinánd pékmester 1831. január 17.-én szerzett pesti polgárjogot; 1831. február 11.-én feleségül vette a római katolikus terézvárosi plébánián Naubauer Magdolnát. Öccse Pfeifer István (1840–1909) szintén Pesten könyvkereskedéssel foglalkozott; felesége Prückler Ilona (1853–1935), a sógornőjének a húga volt. Pfeifer Ferdinánd unokahúga, Pfeifer István és Prückler Ilona lánya Pfeifer Lenke (1885–1956) volt, akinek a férje szalóki Navratil Ákos (1875–1952), közgazdász, jogtudós, a Királyi Magyar Pázmány Péter Tudományegyetem rektora.

## Házassága
Pfeifer Ferdinánd Pesten a belvárosi plébánián, 1860. augusztus 16-án feleségül vette a jómódú pesti polgári származású Prückler családból való Prückler Anna (Pest, 1836. május 28. –Budapest, 1911. február 14.) kisasszonyt, akinek a szülei Prückler József (1804-1866) pékmester, pesti polgár, 1848-as alhadnagy, és Danner Anna (1809–1889) voltak. Prückler Anna egyik leánytestvére Prückler Klára (1833–1907), akinek a férje, Topits József (1824–1876), a Topits József fia gőztésztagyár alapítója, tulajdonosa és vezérigazgatója volt. Pfeifer Ferdinánd és Prückler Anna esküvőjén a tanúk Prückler Ignác pezsgőgyáros, a Prückler Ignácz Magyarország első rum-, likőr- és pezsgőgyára alapítója és Prandtner János orvos voltak. Pfeifer Ferdinánd és Prückler Anna frigyéből nem maradt meg utód így a családi üzletet Pfeifer Ferdinánd öccse, Pfeifer István vette át bátyja halála után. Pfeifer Ferdinándné Prückler Anna a hosszú özvegysége magányos napjait húga Pfeifer Istvánné házában és családjában élte és valóságos megtestesülése volt a női szívjóságnak.

## Pfeifer Ferdinánd Nemzeti Könyvkereskedésének alapítása
Az akkori időben megszerezvén a nem könnyen és nem mindenkinek adott könyvárusi koncessziót, a fiatal, 25 éves, kitűnő képzettségű, külföldön is járt és sok tapasztalatot szerzett Pfeifer Ferdinánd, nagy lelkesedéssel igen szép sikerrel látott hozzá üzlete vezetéséhez, fejlesztéséhez. A nagyon fiatal ifjabb Pfeifer Ferdinánd 1848-1851 között könyvkereskedő gyakornok Edelmann Károlynál, Heckenast Gusztáv utódjánál. Ezután Németországban, Ausztriában folytatta tanulmányait. 1856-ban visszatért Magyarországra.
1857. január 1-jén a helytartóság jóváhagyásával átvette Emich Gusztáv „nemzeti könyvkereskedését” az Úri (ma Petőfi Sándor) utca végén, a Szervita téren a Fehérhajóval szemben. A könyvkereskedést könyvkiadó vállalattá fejlesztette. A Vegyes Közlemények szerzője a kiadó alapítása után 50 évvel így ír a tulajdonos-cseréről:
"január hó elsején a jó hírű és előkelő Emich-féle könyvkereskedés gazdát cserélt. Pfeifer Ferdinánd — alig 25 éves korában — átvette e könyvkereskedést. A már akkor is szívesen látott és kedvelt könyvkereskedés, új főnökének szeretetreméltósága és nagy szaktudása folytán, rövid időn belül a közélet jeleseinek lett találkozó helyévé."
A könyvkereskedelem történetében jelentős az 1857-es dátum, tudniillik a Bach-korszak korábbi éveiben nem adtak ki új kereskedői engedélyeket. Ebben az évben viszont Pfeifer mellett 2 jelentős kereskedő is kapott engedélyt: Ráth Mór és Osterlamm Károly. A Vasárnapi Ujság, 1857. november 8-án ezt írta hármójukról: "Szeretjük hinni, hogy ez új vállalatok mind csak szellemi szükségünk szaporodását hirdetik." 1857-ben volt száz esztendős a pesti nyomdászat is, ekkor emlékezhettek meg az első, Pesten nyomtatott könyv – melyet az első pesti könyvkereskedő megrendelésére készítettek – kiadásának századik évfordulójáról.
Több mint 530 magyar nyelvű művet, 20 év alatt 600-nál több művet adott ki.
1878-ban ő lett a Magyar Könyvkereskedők Országos Egyesületének az  első elnöke.

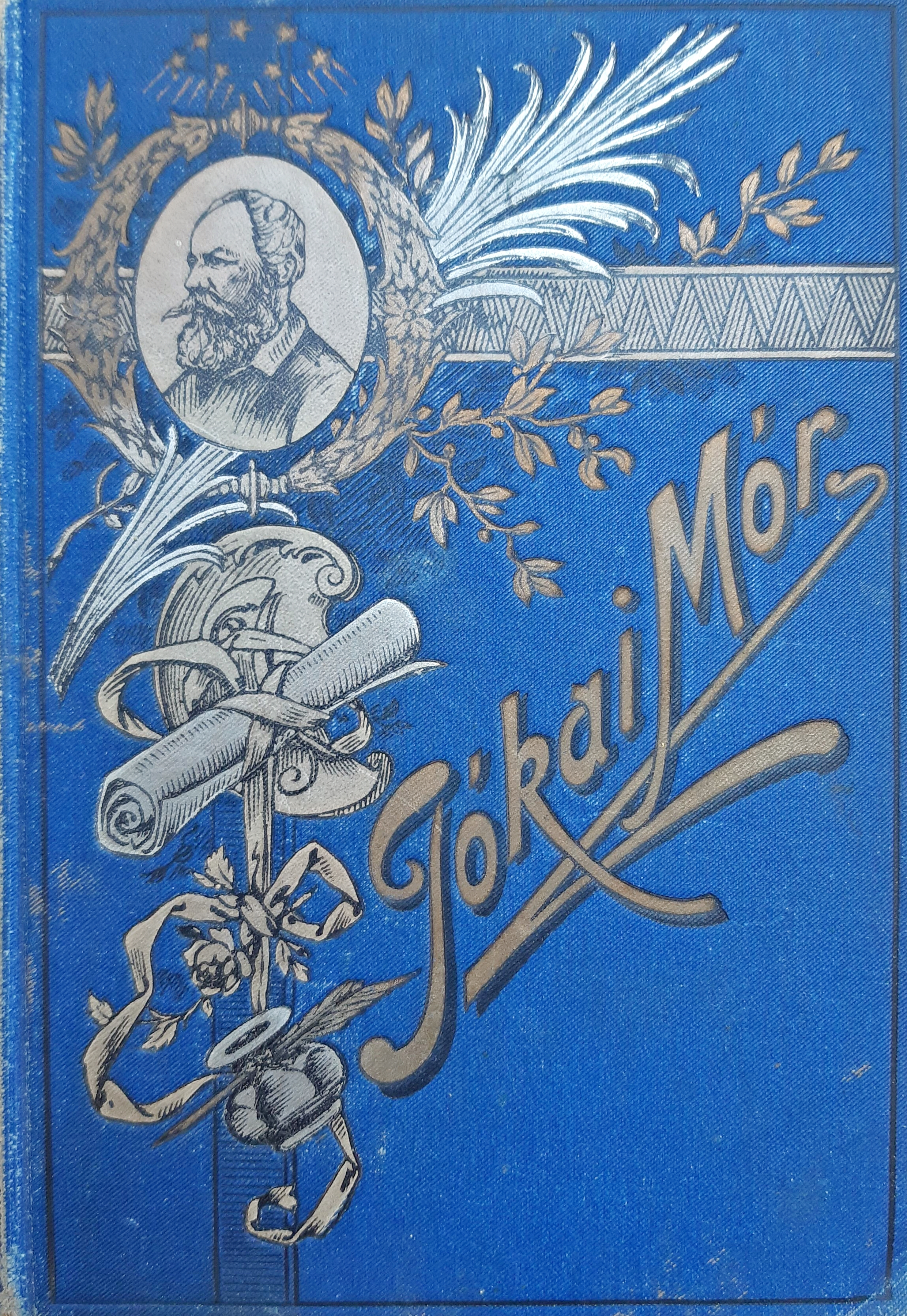
Jókai Mór könyve Pfeifer kiadásában

Az alapító közgyűlésen (1878. augusztus 21-én) 15 budapesti és 28 vidéki könyvkereskedő találkozott egymással. A közgyűlést Aigner Lajos nyitotta meg. Arról beszélt, hogy a "könyvkereskedelem beteg test", és ahhoz, hogy a náluknál hatalmasabb erőkkel meg tudjanak küzdeni, erőiket egyesíteni kell. Az ezen a napon elfogadott alapszabály szövegét mindeddig nem sikerült felkutatni. Amit ismerünk, az 1889-ben módosított szöveg, amely szerint az egylet célja „a magyar könyvkereskedők és rokon ágak érdekeinek megóvása és jólétének előmozdítása” .Az alapszabályok elfogadását követően megválasztották az egylet tisztikarát: elnökül Pfeifer Ferdinándot, I. alelnökül Aigner Lajost, II. alelnökül Rosenberg Sámuelt, titkároknak Tettey Nándort és Zilahy Sámuelt nevezték ki.

## Pfeifer Ferdinánd könyvkereskedése, kiadások
Budapest főváros egyik leghosszabb ideig működő könyvüzlete és kiadója. Elsősorban magyar szerzők tudományos műveit jelentették meg; de nem csupán a tudományos és propagandamunkákhoz, hanem bőséges verses és zenés anyaghoz is hozzájuthatott az olvasó/vásárló Pfeifer Ferdinánd könyvkereskedésében.
"Nemes törekvése a magyar irodalom fölsegítése és terjesztése érdekében nem ismert határt. Kiváló szorgalma és ernyedetlen munkássága nem maradt eredmény nélkül. A legjobb nevű írók szívesen adták át munkáikat Pfeifer-nek kiadás végett s kiadói munkásságának legszebb tükre a következő kimutatás"
1857-1879 kiadott könyvei témák szerint csoportosítva:
- hittudomány és bölcsészet (20)
- a jogtudomány, politika (117)
- orvosi (22)
- történelmi (50)
- szépirodalmi (289)
- ifjúsági iratok és képes könyvek (53)
- "egyéb szakok" (77)

Az ő kiadásában jelentek meg:
Beöthy László, Bérczik Árpád, Gyulai Pál, Degré Alajos, Jókai Mór, Petőfi Sándor, Tóth Ede, Vas Gereben, Paul Féval, Émile Gaboriau, George Sand, Eugène Sue, Deák Ferenc, Herczeg Mihály, Szilágyi Sándor, Alphonse de Lamartine munkái.
Halála után az üzletet öccse, Pfeifer István vette át, "ki a kiadói tevékenykedés terén nem kívánta nagynevű bátyját követni, hanem annál nagyobb buzgalommal látott hozzá a könyvkereskedésnek még szélesebb alapokra való fektetésére".